# Catharina de Württemberg
Prințesa Catharina Frederica de Württemberg (n. 21 februarie 1783, Sankt Petersburg, Imperiul Rus – d. 29 noiembrie 1835, Lausanne, cantonul Vaud, Elveția a fost a doua soție a lui Jérôme Bonaparte, fratele mai mic al împăratului Napoleon I al Franței.